# Northeast Ithaca
Northeast Ithaca est une census-designated place du comté de Tompkins, dans l'État de New York, aux États-Unis,. En 2020, elle compte une population de 2 701 habitants.